# 萨勒和普拉特维耶勒
萨勒和普拉特维耶勒（法語：Salles-et-Pratviel，法語發音：[sal e pʁatvjɛl]）是法国上加龙省的一个市镇，属于圣戈当区。

## 地理
萨勒和普拉特维耶勒（42°49'47"N, 0°36'20"E）面积2.12 平方千米，位于法国奧克西塔尼大區上加龙省，该省份为法国西南部内陆省份，西南端与西班牙接壤，自此顺时针与上比利牛斯省、热尔省、塔恩-加龙省、塔恩省、奥德省和阿列日省接壤。
与萨勒和普拉特维耶勒接壤的市镇（或旧市镇、城区）包括：锡耶德吕雄、昂蒂尼亚克、阿尔蒂格、古欧德吕雄、瑞泽德吕雄、索德、穆斯塔容。
萨勒和普拉特维耶勒的时区为UTC+01:00、UTC+02:00（夏令时）。

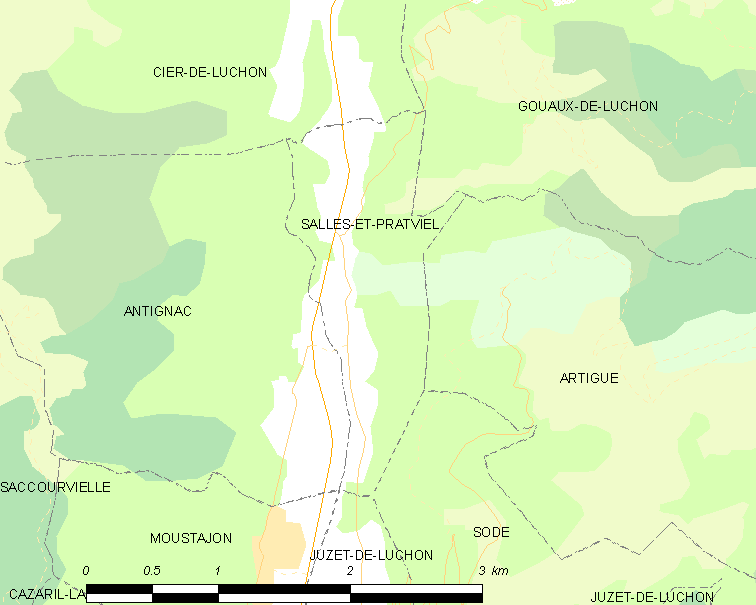
萨勒和普拉特维耶勒的OSM定位图

## 行政
萨勒和普拉特维耶勒的邮政编码为31110，INSEE市镇编码为31524。

## 政治
萨勒和普拉特维耶勒所属的省级选区为巴涅尔德吕雄县。

## 人口

1962-2008年间萨勒和普拉特维耶勒人口变化图示

萨勒和普拉特维耶勒于2022年1月1日时的人口数量为127人。